# Campeonato Mundial de Atletismo de 2019 - 400 m feminino
A competição dos 400 metros feminino no Campeonato Mundial de Atletismo de 2019 foi realizada no Estádio Internacional Khalifa, em Doha, no Catar, entre os dias 30 de setembro e 3 de outubro.

## Recordes
Antes da competição, os recordes eram os seguintes: 
| Recorde mundial                               | Marita Koch (GDR)           | 47.60 | Camberra, Austrália         | 6 de outubro de 1985   |
| Recorde do campeonato                         | Jarmila Kratochvílová (TCH) | 47.99 | Helsínquia, Finlândia       | 10 de agosto de 1983   |
| Melhor marca do ano                           | Shaunae Miller-Uibo (BAH)   | 49.05 | Gainesville, Estados Unidos | 27 de abril de 2019    |
| Recorde africano                              | Falilat Ogunkoya (NGR)      | 49.10 | Atlanta, Estados Unidos     | 29 de julho de 1996    |
| Recorde asiático                              | Salwa Eid Naser (BHR)       | 49.08 | Mónaco                      | 20 de julho de 2008    |
| Recorde da América do Norte, Central e Caribe | Sanya Richards-Ross (USA)   | 48.70 | Atenas, Grécia              | 16 de setembro de 2016 |
| Recorde sul-americano                         | Ximena Restrepo (COL)       | 49.64 | Barcelona, Espanha          | 5 de agosto de 1992    |
| Recorde europeu                               | Marita Koch (GDR)           | 47.60 | Camberra, Austrália         | 6 de outubro de 1985   |
| Recorde da Oceania                            | Cathy Freeman (AUS)         | 48.63 | Atlanta, Estados Unidos     | 29 de julho de 1996    |

Os seguintes recordes mundiais ou olímpicos foram estabelecidos durante esta competição:
| Data         | Evento | Atleta                    | Tempo | Notas              |
| ------------ | ------ | ------------------------- | ----- | ------------------ |
| 3 de outubro | Final  | Salwa Eid Naser (BHR)     | 48:14 | ,                  |
| 3 de outubro | Final  | Shaunae Miller-Uibo (BAH) | 48:37 | Recorde da América |

## Medalhistas
| Ouro                  | Prata                     | Bronze                 |
| Salwa Eid Naser (BHR) | Shaunae Miller-Uibo (BAH) | Shericka Jackson (JAM) |

## Tempo de qualificação
| Tempo de qualificação |
| --------------------- |
| 51.80                 |

## Calendário
| Data                   | Horário | Fase          |
| ---------------------- | ------- | ------------- |
| 30 de setembro de 2019 | 18:20   | Eliminatórias |
| 1 de outubro de 2019   | 20:50   | Semifinais    |
| 3 de outubro de 2019   | 23:50   | Final         |

Todos os horários estão no horário local (UTC+3)

## Resultados

### Eliminatórias
Qualificação: Três primeiros de cada bateria (Q) e os seis melhores tempos (q) das eliminatórias. 
| Pos. | Bateria | Raia | Atleta                   | Nacionalidade   | Tempo   | Notas                |
| ---- | ------- | ---- | ------------------------ | --------------- | ------- | -------------------- |
| 1    | 2       | 3    | Wadeline Jonathas        | Estados Unidos  | 50.57   | Q                    |
| 2    | 4       | 2    | Galefele Moroko          | Botswana        | 50.59   | Q,                   |
| 3    | 6       | 2    | Salwa Eid Naser          | Bahrein         | 50.74   | Q                    |
| 4    | 1       | 2    | Phyllis Francis          | Estados Unidos  | 50.77   | Q                    |
| 5    | 2       | 8    | Shericka Jackson         | Jamaica         | 51.13   | Q                    |
| 6    | 3       | 9    | Shakima Wimbley          | Estados Unidos  | 51.17   | Q                    |
| 7    | 2       | 6    | Bendere Oboya            | Austrália       | 51.21   | Q,                   |
| 8    | 4       | 3    | Stephenie Ann McPherson  | Jamaica         | 51.21   | Q                    |
| 9    | 5       | 5    | Shaunae Miller-Uibo      | Bahamas         | 51.30   | Q                    |
| 10   | 2       | 7    | Lisanne de Witte         | Países Baixos   | 51.31   | q                    |
| 11   | 3       | 8    | Iga Baumgart-Witan       | Polónia         | 51.34   | Q                    |
| 11   | 6       | 8    | Justyna Święty-Ersetic   | Polónia         | 51.34   | Q                    |
| 13   | 4       | 5    | Favour Ofili             | Nigéria         | 51.51   | Q,                   |
| 14   | 3       | 2    | Laviai Nielsen           | Grã-Bretanha    | 51.52   | Q                    |
| 15   | 6       | 4    | Paola Morán              | México          | 51.58   | Q                    |
| 16   | 2       | 9    | Emily Diamond            | Grã-Bretanha    | 51.66   | q,                   |
| 17   | 4       | 7    | Aliyah Abrams            | Guiana          | 51.73   | q                    |
| 18   | 5       | 6    | Déborah Sananes          | França          | 51.76   | Q                    |
| 19   | 2       | 5    | Patience Okon George     | Nigéria         | 51.77   | q                    |
| 20   | 4       | 8    | Kendall Ellis            | Estados Unidos  | 51.82   | q                    |
| 21   | 4       | 9    | Roxana Gómez             | Cuba            | 51.85   | q                    |
| 22   | 5       | 8    | Mary Moraa               | Quênia          | 51.85   | Q                    |
| 23   | 2       | 4    | Eleni Artymata           | Chipre          | 51.90   |                      |
| 24   | 3       | 7    | Tiffani Silva            | Brasil          | 51.96   |                      |
| 25   | 5       | 2    | Polina Miller            | Atletas Neutros | 51.96   |                      |
| 26   | 6       | 5    | Kseniya Aksyonova        | Atletas Neutros | 51.99   |                      |
| 27   | 3       | 6    | Aiyanna Stiverne         | Canadá          | 52.03   |                      |
| 28   | 1       | 4    | Sada Williams            | Barbados        | 52.14   | Q                    |
| 29   | 2       | 2    | Alyona Mamina            | Atletas Neutros | 52.15   |                      |
| 30   | 4       | 6    | Maggie Barrie            | Serra Leoa      | 52.16   | Recorde da temporada |
| 31   | 3       | 3    | Leni Shida               | Uganda          | 52.22   |                      |
| 32   | 1       | 3    | Lada Vondrová            | Chéquia         | 52.23   | Q                    |
| 33   | 6       | 3    | Madeline Price           | Canadá          | 52.24   |                      |
| 34   | 5       | 4    | Anna Kiełbasińska        | Polónia         | 52.25   |                      |
| 35   | 5       | 7    | Anastasia Le-Roy         | Jamaica         | 52.26   |                      |
| 36   | 5       | 9    | Irini Vasiliou           | Grécia          | 52.31   |                      |
| 37   | 6       | 7    | Anjali Devi              | Índia           | 52.33   |                      |
| 38   | 3       | 5    | Maria Benedicta Chigbolu | Itália          | 52.63   |                      |
| 39   | 1       | 7    | Anita Horvat             | Eslovênia       | 52.73   |                      |
| 40   | 1       | 6    | Cátia Azevedo            | Portugal        | 52.79   |                      |
| 41   | 6       | 6    | Amandine Brossier        | França          | 52.81   |                      |
| 42   | 1       | 8    | Christine Botlogetswe    | Botswana        | 53.27   |                      |
| 43   | 3       | 4    | Janet Richard            | Malta           | 54.33   |                      |
| 44   | 4       | 4    | Gabriella O'Grady        | Austrália       | 54.99   |                      |
| 45   | 1       | 5    | Hellen Syombua           | Quênia          | 57.07   |                      |
| 46   | 6       | 9    | Aishath Himna Hassan     | Maldivas        | 59.91   |                      |
| 47   | 5       | 3    | Kenza Sosse              | Catar           | 1:06.76 |                      |
| 48   | 1       | 9    | Ingrid Yahoska Narvaez   | Nicarágua       | DSQ     | 163.3(a)             |

### Semifinais
Qualificação: Dois primeiros de cada bateria (Q) e os dois melhores tempos (q) das semifinais. 
| Pos. | Bateria | Raia | Atleta                  | Nacionalidade  | Tempo   | Notas                |
| ---- | ------- | ---- | ----------------------- | -------------- | ------- | -------------------- |
| 1    | 2       | 6    | Shaunae Miller-Uibo     | Bahamas        | 49.66   | Q                    |
| 2    | 1       | 7    | Salwa Eid Naser         | Bahrein        | 49.79   | Q                    |
| 3    | 2       | 4    | Wadeline Jonathas       | Estados Unidos | 50.07   | Q,                   |
| 4    | 2       | 7    | Shericka Jackson        | Jamaica        | 50.10   | q                    |
| 5    | 1       | 5    | Phyllis Francis         | Estados Unidos | 50.22   | Q,                   |
| 6    | 3       | 6    | Stephenie Ann McPherson | Jamaica        | 50.70   | Q,                   |
| 7    | 3       | 5    | Justyna Święty-Ersetic  | Polónia        | 50.96   | Q                    |
| 8    | 1       | 6    | Iga Baumgart-Witan      | Polónia        | 51.02   | q,                   |
| 9    | 1       | 8    | Paola Morán             | México         | 51.08   |                      |
| 10   | 2       | 5    | Sada Williams           | Barbados       | 51.31   | Recorde pessoal      |
| 11   | 2       | 2    | Lisanne de Witte        | Países Baixos  | 51.41   |                      |
| 12   | 2       | 3    | Roxana Gómez            | Cuba           | 51.56   | Recorde da temporada |
| 13   | 2       | 9    | Bendere Oboya           | Austrália      | 51.58   |                      |
| 14   | 3       | 3    | Kendall Ellis           | Estados Unidos | 51.58   |                      |
| 15   | 3       | 2    | Emily Diamond           | Grã-Bretanha   | 51.62   | Recorde da temporada |
| 16   | 1       | 3    | Aliyah Abrams           | Guiana         | 51.71   |                      |
| 17   | 1       | 2    | Patience Okon George    | Nigéria        | 51.89   |                      |
| 18   | 3       | 9    | Mary Moraa              | Quênia         | 52.11   |                      |
| 19   | 1       | 4    | Déborah Sananes         | França         | 52.24   |                      |
| 20   | 2       | 8    | Lada Vondrová           | Chéquia        | 52.25   |                      |
| 21   | 3       | 8    | Favour Ofili            | Nigéria        | 52.58   |                      |
| 22   | 1       | 9    | Laviai Nielsen          | Grã-Bretanha   | 52.94   |                      |
| 23   | 3       | 7    | Shakima Wimbley         | Estados Unidos | 1:13.55 |                      |
| 24   | 3       | 4    | Galefele Moroko         | Botswana       | DNF     | DNF                  |

### Final
A final ocorreu dia 3 de outubro às 23:50. 
| Pos.              | Raia | Atleta                  | Nacionalidade  | Tempo | Notas              |
| ----------------- | ---- | ----------------------- | -------------- | ----- | ------------------ |
| Medalha de ouro   | 5    | Salwa Eid Naser         | Bahrein        | 48.14 | ,                  |
| Medalha de prata  | 7    | Shaunae Miller-Uibo     | Bahamas        | 48.37 | Recorde da América |
| Medalha de bronze | 3    | Shericka Jackson        | Jamaica        | 49.47 | Recorde pessoal    |
| 4                 | 6    | Wadeline Jonathas       | Estados Unidos | 49.60 | Recorde pessoal    |
| 5                 | 8    | Phyllis Francis         | Estados Unidos | 49.61 | Recorde pessoal    |
| 6                 | 4    | Stephenie Ann McPherson | Jamaica        | 50.89 |                    |
| 7                 | 9    | Justyna Święty-Ersetic  | Polónia        | 50.95 |                    |
| 8                 | 2    | Iga Baumgart-Witan      | Polónia        | 51.29 |                    |

Legenda
| Recorde mundial       | Recorde mundial (World record)               |                       | Recorde africano                      | Recorde africano (African) |                                           | Q | Classificado por posição (Qualified) |
| Recorde do campeonato | Recorde do campeonato (Championship record)  | Recorde da América    | Recorde da América (Americas)         | q                          | Classificado por melhor tempo (Qualified) |   |                                      |
| Melhor marca do ano   | Melhor marca do ano (World leading)          | Recorde asiático      | Recorde asiático (Asian)              | DNS                        | Não largou (Did not start)                |   |                                      |
| Recorde nacional      | Recorde nacional (National record)           | Recorde europeu       | Recorde europeu (European)            | DNF                        | Não terminou (Did not finish)             |   |                                      |
| Recorde pessoal       | Recorde pessoal do atleta (Personal best)    | Recorde da Oceania    | Recorde da Oceania (Oceania)          | DSQ / DQ                   | Desclassificado (Disqualified)            |   |                                      |
| Recorde da temporada  | Recorde da temporada do atleta (Season best) | Recorde sul-americano | Recorde sul-americano (South America) | NM                         | Sem marca (No mark)                       |   |                                      |